# Benedetto Barzi
Benedetto Barzi, o Benedetto di Paoluccio de' Barzi, noto in latino come Benedictus de Barzis o Benedictus Perusinus (Perugia, 1389 circa – Ferrara, 1459), è stato un giurista e diplomatico italiano del XV secolo.
Non va confuso con l'omonimo giurista Benedetto Barzi da Piombino (1340-1410), vissuto cinquant'anni prima.

## Biografia
Nacque intorno al 1389 a Perugia, figlio di Paoluccio di Ceccolo dei Barzi, politico e diplomatico.
Compiuti gli studi di entrambi i diritti (civile e canonico) probabilmente nella propria città, nel 1411 era già considerato uno stimato giureconsulto, dato che insegnava diritto civile presso l'università di Perugia.
Ricoprì più volte l'incarico di ambasciatore per la propria città, per trovare rinforzi contro l'assedio di Braccio da Montone; in seguito collaborò con costui e ne divenne amico, tanto da essere scacciato dalla città alla morte del condottiero nel 1424. Riparò a Siena, dove insegnò diritto civile fino al 1431, quando poté rientrare in patria. Insegnò anche a Firenze e Ferrara.
Dopo avergli donato un castello nel territorio di Gubbio, il duca di Urbino Federico I da Montefeltro gli conferì il titolo di conte palatino nel 1458.
Morì nel 1459 a Ferrara.

## Opere
- De guarentigiis, 1447.
  - (LA) Libellus guarentigiarum, Pavia, Giovanni Andrea Bosco & Michele Geraldi, 1495.
- Tractatus de filiis non legitime natis, 1456.